# Kyrene (mitologia)
Kyrene (także Kyrena; gr. Κυρήνη Kyrḗnē, łac. Cyrene) – w mitologii greckiej nimfa tesalska.
Była córką króla Lapitów, Hypseusa. Mieszkała w lasach gór Pindos. Wygrała igrzyska pogrzebowe ku czci Peliasa, w towarzystwie dwóch psów myśliwskich podarowanych jej wcześniej przez Artemidę.
Jej zajęciem było polowanie i ochranianie stad swego ojca przed drapieżnikami. Pewnego razu zaatakowała lwa, nie posiadając przy sobie żadnej broni, i pokonała go. Całe zmaganie obserwował Apollo. Udał się do centaura Chejrona, którego wypytał o Kyrene. Chejron przepowiedział, że Apollo zabierze Kyrene za morze do ogrodów Zeusa i uczyni ją królową wielkiego miasta, zebrawszy przedtem mieszkańców wyspy pod górą stojącą na równinie. Mieszkańcy powitają ją w wielkim pałacu, otrzyma tytuł królowej i będzie przychylna myśliwym i rolnikom oraz urodzi Apollinowi syna. Hermes zastąpi położną i zabierze ich syna do Godzin i Matki Ziemi, nakazując im żywić niemowlę ambrozją i nektarem. Gdy syn dorośnie zyska tytuł "nieśmiertelnego Zeusa", "czystego Apollina" i "strażnika trzód". Usłyszawszy to, Apollo zawiózł nimfę na swoim złotym rydwanie do krainy libijskiej. Afrodyta powitała ich po przybyciu. Wieczorem Apollo obiecał Kyrene długie życie, podczas którego będzie mogła do woli polować i obiecał jej rządy nad żyznym krajem. Potem posiadł ją w swym złotym pałacu. Następnie zostawił ją na pobliskiej górze pod opieką nimf mirtowych, córek Hermesa. Tam Kyrene urodziła Aristajosa, a po drugich odwiedzinach Apollina, wieszczka Idmona. Bóg oddał je we władanie część kraju, krainę Kyrene. 
Zaś w epoce hellenistycznej głoszono, że Kyrene otrzymała swoją krainę od króla Libii, Eurypylosa. Lew pustoszył kraj, więc król obiecał, że odda część królestwa temu, kto go zabije. Kyrene zabiła lwa i w ten sposób założyła miasto Kyrene. Według tej wersji mitu miała dwoje dzieci Aristajosa i Antuchosa.
Inne wersje przedstawiają, że Kyrene nie przybyła do Libii wprost z Tesalii, ale przez jakiś czas mieszkała Krecie. W innych źródłach pisano, że Apollo uwiódł Kyrene pod postacią wilka. Wergiliusz w Georgikach przedstawia Kyrene jako nimfę wodną, mieszkającą w podziemnej grocie pod rzeką Penejos, gdzie łączyły się rzeki, zanim wypłynęły na powierzchnię ziemi. Poeta nie wspomina nic o przybyciu do Libii.